# Simplex (automobile)
Pour les articles homonymes, voir Simplex.
Simplex est la marque de trois constructeurs automobiles européens du début du XXe siècle.

## Pays-Bas

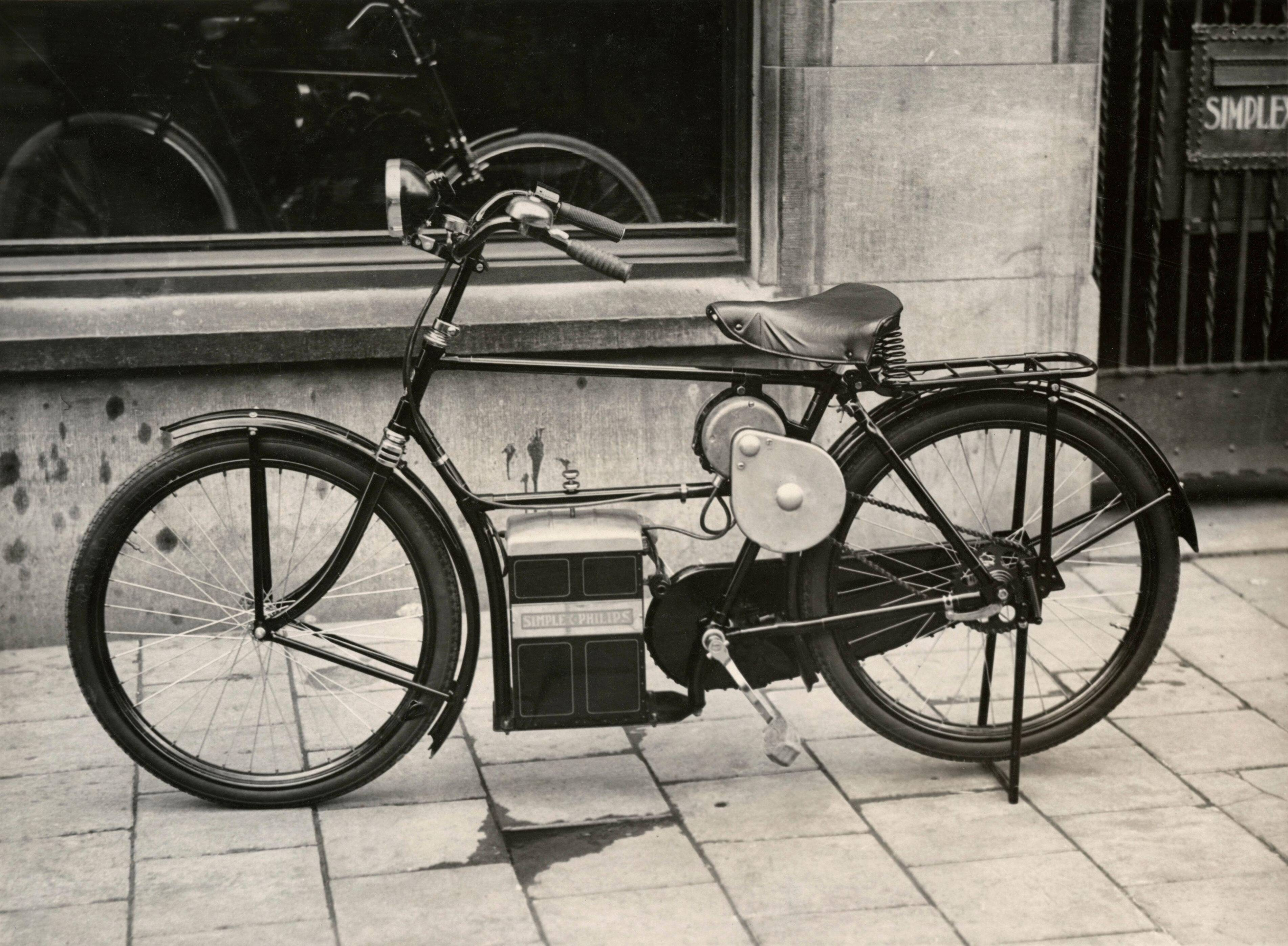
VAE 1932 de Simplex & Philips.

Fabricant de cycles installé à Amsterdam (Pays-Bas), la société Simplex Machine en Rijwielfarben réalise sa première automobile en 1898 en fabriquant la Benz sous licence.
Une voiturette à moteur Fafnir placé à l'avant apparaît en 1902.
Par la suite, Simplex utilise des moteurs Benz et Fafnir.
La société disparaît en 1915.

## Angleterre
Mr. A. Ryall, de Frome, dans le Somerset, construit une voiture en 1902 qu'il baptise Simplex.

## France
En 1920 et 1921, une Simplex est fabriquée en France. Il s'agit d'une voiture légère à moteur monocylindre horizontal de 735 cm3.